# Jean Pelazzo
Jean Pelazzo (né le 7 septembre 1929 à Antibes dans les Alpes-Maritimes et mort le 17 novembre 2019 dans la même ville,), est un joueur français de football, qui évoluait au poste de défenseur.

## Biographie
Il a joué au niveau D1 et D2 à la fin des années 1940 et durant les années 1950. Il a par la suite été entraîneur.
Il est le joueur le plus capé de l'Olympique d'Alès (249 matchs).

## Clubs successifs
- 1946-1947 :  FC Antibes
- 1947-1950 :  AS Cannes
- 1950-1952 :  SC Toulon
- 1952-1953 :  Girondins de Bordeaux
- 1953-1961 :  Olympique d'Alès

## Palmarès
Olympique d'Alès
- Championnat de France D2 (1) :
  - Champion : 1956-57.